# Master Sword
A Master Sword (マスターソード, Masutā Sōdo) ou Espada Mestre é uma espada mágica divina fictícia da série The Legend of Zelda da Nintendo. Também é conhecida como "A Lâmina da Ruína do Mal", a "Espada da Ressurreição", a "Espada que Aprisiona as Trevas" e a "Espada Sagrada". Foi introduzida no videogame de ação e aventura de 1991, The Legend of Zelda: A Link to the Past, e desde então apareceu em grande parte dos jogos posteriores da série.
A Espada Mestre é a arma característica de Link, o protagonista da franquia, e se tornou uma parte importante da identidade visual do personagem, além de um elemento central da iconografia de Zelda. Na narrativa da série, é uma poderosa arma sagrada que Link usa diversas vezes para derrotar o principal antagonista, Ganon, e outras forças do mal. Ao longo da franquia Zelda, é demonstrado que a Master Sword possui muitos poderes mágicos, incluindo a capacidade de repelir o mal, alterar o fluxo do tempo e emitir raios de luz para atacar os inimigos em volta.
Além da série The Legend of Zelda, a Master Sword também apareceu em vários outros videogames, mídia e mercadorias. Os quais incluem Super Smash Bros., Mario Kart 8 e Hyrule Warriors. Foi recriada em fanart, cosplay e armamentos, e se tornou um objeto amplamente reconhecível e um dos símbolos dos videogames.

## Características
A Espada Mestre é uma espada divina mágica e a arma de assinatura de Link, o herói da série The Legend of Zelda. Ela se tornou uma peça importante da identidade de Link juntamente com o Hylian Shield, além de um dos maiores ícones de comercialização da franquia. A maioria dos jogos de The Legend of Zelda seguem um arco de história semelhante que envolve Link embarcando em uma jornada que eventualmente o leva a empunhar a Master Sword. A lâmina tradicionalmente é encontrada em um pedestal de pedra e deve ser puxada do local por Link. Mesmo não sendo sempre a arma mais poderosa nos jogos Zelda, a Espada Mestre é superior a outras armas dos jogos por ser a única capaz de derrotar Ganon.
A Master Sword tem sido referenciada por diversos nomes. Em diversos jogos, é nomeada como a "Lâmina da Ruína do Mal". Em Breath of the Wild, a Master Sword é descrita como "a espada lendária que aprisiona as trevas". Também é chamada de "Espada Mestre da Ressurreição". Em Hyrule Warriors, é chamada de "A Espada Sagrada". Na mitologia da série, a Espada Mestre é um objeto divino. Em Skyward Sword, tem origem na Goddess Sword (ou "Espada da Deusa"), criada pela deusa Hylia, e é habitada por um espírito humanóide chamado Fi. Ao longo do jogo, a Goddess Sword é transformada na Espada Mestre, uma lâmina poderosa que tem a capacidade mágica de repelir o mal e aprisionar as trevas.
O design da espada evoluiu ao longo de cada título de Zelda, mas se tornou mais reconhecida por seu design roxo e prata. Ela é uma espada longa de uma mão com um punho azul ou roxo e empunhadura verde, protetores de mão roxos em forma de asas abertas e uma gema amarela incrustada no centro. Uma característica definidora da espada é o símbolo da Triforce gravada na lâmina logo acima do ricasso.
A espada possui diversas habilidades mágicas, como gerar ataques de fogo e ataques relâmpago em A Link to the Past. Em Ocarina of Time, ela atua como um selo que protege o Reino Sagrado e a Triforce. Ela também pode alterar o tempo ao ser colocada em seu pedestal, o que pode enviar Link de volta à sua infância ou leva-lo novamente para o futuro. Em The Wind Waker, a espada bloqueia os poderes de Ganondorf e congela o tempo ao redor do Castelo de Hyrule, de modo que a remoção da lâmina de seu pedestal restaura os servos de Ganondorf. Em Twilight Princess, a Master Sword remove a maldição de Link imposta por Zant e, mais tarde, o herói a utiliza para abrir um caminho no tempo, restaurando o Temple of Time (ou Templo do Tempo). Em Skyward Sword, ela pode ser apontada para o céu para coletar energia dos céus e lançar um feixe de luz conhecido como Skyward Strike (ou Corte Celestial). Em A Link Between Worlds, a Espada Mestre é a única arma capaz de quebrar a barreira mágica colocada no Castelo de Hyrule. Em Hyrule Warriors: Age of Calamity, ela emite feixes de energia que causam muito dano aos inimigos próximos. Em Breath of the Wild sua superioridade é indicada pela alta durabilidade, pois é a única arma inquebrável do jogo, devendo ser novamente recarregada apenas quando não se está lutando contra Calamity Ganon. Quando próximo de inimigos associados ao vilão, ela brilha em azul e dobra sua força de ataque. Em Tears of the Kingdom, a espada possui características semelhantes e emite ataques de maior potência nas proximidades de inimigos associados a Ganondorf.

## Desenvolvimento
Takashi Tezuka, o diretor de A Link to the Past deu créditos ao roteirista Kensuke Tanabe por planejar o momento do jogo em que Link obtêm a Master Sword. A cena estabeleceu a importância mitológica da lâmina na série como a única espada com o poder de banir o mal, e também deu ênfase ao seu significado simbólico. Tezuka notou que naquele momento a espada reconheceu Link como um herói. Em relação a isso, ele declarou: "Nosso principal objetivo era mostrar o nascimento de um herói em uma cena a altura de The Legend of Zelda e sobrepor isso a uma sensação de conquista para o jogador por ter sido reconhecido como herói depois de ter passado por tantos desafios".
Em 2011, a Nintendo lançou Skyward Sword, que tinha como objetivo desenvolver uma história ficcional da fundação de Hyrule e criar uma história de origem para a Espada Mestre. O produtor Eiji Aonuma disse que a premissa era construir em volta dos controles de movimento do jogo: "Desta vez, o tema é a espada que faz uso do acessório Wii MotionPlus...". A trama sofreu com inconsistências na linha do tempo preexistente da franquia, mas o diretor Hidemaro Fujibayashi explicou: "Decidimos ter os céus e o mundo da superfície e, além disso, haveria a história do surgimento de Hyrule, com a história não contada da origem da Master Sword... Então, com base na série até agora, começamos a reunir vários elementos de outros jogos. E assim todos os tipos de contradições apareceram". Um comercial de televisão do lançamento de Skyward Sword apresentava a Espada Mestre para anunciar os controles de movimento do jogo, que envolviam a utilização do Wii MotionPlus para controlar os movimentos da espada na tela.

## Aparições

### Série Legend of Zelda
No primeiro The Legend of Zelda (1986), uma arma fictícia aparece sem apresentar nenhuma particularidade, mas foi a precursora de futuras versões da Espada Mestre. Somente em 1991 a Master Sword foi introduzida na série com o lançamento de A Link to the Past. O jogo envolve Link saindo para resgatar a Princesa Zelda recuperando a espada de seu pedestal em Lost Woods (ou Floresta Perdida) e usando-a para derrotar os principais antagonistas, o maligno mago Agahnim e, finalmente, Ganon. Link deve passar por três grandes desafios e obter três pingentes para se provar digno de empunhar a espada.
A espada reapareceu em Ocarina of Time, e foi sua primeira versão em um modelo 3D. Além de ser a única arma capaz de derrotar Ganon, ela também funciona como um selo que protege o Reino Sagrado e a Triforce. Nessa versão, a Master Sword está localizada no Templo do Tempo, trancada atrás da Porta do Tempo. Link deve coletar três Pedras Espirituais para abrir a porta e reivindicar a espada divina de seu pedestal. Por ser muito jovem, a lâmina sagrada sela o garoto no Templo do Tempo por sete anos, até ele estar pronto para ser o Herói do Tempo. Link pode usar a Master Sword para viajar de volta para sua infância ao devolver a arma a seu pedestal.
Em The Wind Waker, Link encontra a Espada Mestre dentro do Castelo de Hyrule no fundo do oceano. Mais uma vez, ela é apresentada como a única arma capaz de derrotar Ganondorf. A espada bloqueia os poderes do antagonista e congela o tempo ao redor do castelo. Quando a lâmina é retirada de seu pedestal, ela restaura os servos e a magia de Ganondorf, além de perder seu poder de repelir o mal. Uma vez que Link recupera o poder da espada divina, ele é capaz de destruir Ganondorf ao fincá-la na testa do vilão e petrificá-lo.
Quando Link busca pela Master Sword em Twilight Princess, ela está localizada em seu pedestal nas profundezas da floresta, no Sacred Grove (ou Bosque Sagrado), dentro das ruinas do Templo do Tempo. Reivindicar a espada é a única maneira de quebrar a maldição de Zant, que transformou Link em um lobo. Quando o herói retorna para o Bosque Sagrado mais tarde no jogo, ele usa a espada para abrir um caminho no tempo. A lâmina se torna mais poderosa quando é infundida com o poder divino dos Sols. Assim como nos jogos anteriores, a Espada Mestre é finalmente utilizada para matar Ganondorf.
Em Skyward Sword, a Master Sword tem um papel central na jornada de Link para derrotar o principal antagonista, o Rei Demônio Demise, e se provar como herói. O enredo traça a transição da Espada da Deusa — arma deixada pela deusa Hylia — para a Espada Mestre. Link usa as três Chamas Sagradas para transformar a Goddess Sword na Master Sword e a utiliza para selar Demise depois de derrotá-lo, terminando o aprisionamento do Rei Demônio ao fincar a espada em seu pedestal. No final, o espírito humanóide chamado Fi, que atua como companheira de Link ao longo do jogo, é colocado em um sono eterno dentro da Master Sword.
Link novamente reivindica a espada de seu pedestal em A Link Between Worlds, depois de coletar três Pingentes da Virtude e então salva os Sete Sábios e a Princesa Zelda. Durante o jogo, a Espada Mestre é aperfeiçoada por ferreiros em Hyrule e Lorule depois de Link coletar Master Ore ("Minério Mestre") de vários locais, tornando-a uma arma ainda mais poderosa.
Ao longo de Breath of the Wild, Link pode obter a Master Sword uma vez que ele esteja forte o suficiente para puxá-la de seu pedestal. Ela está localizada em Lost Woods dentro da Grande Floresta de Hyrule. Nesse jogo, a espada foi fortemente danificada e coberta por Malice (ou Malícia) depois de ser usada na batalha contra Calamity Ganon 100 anos antes dos eventos do jogo. Depois de empunhar com sucesso a Espada Mestre e, ao comprar a DLC, o jogador tem a oportunidade de enfrentar um dos desafios finais do jogo, chamado "The Trial of the Sword" (pode ser traduzido como "A Provação da Espada"), que é destinado para jogadores avançados. Ao completar com sucesso todos os níveis, a Master Sword é aprimorada permanentemente para seu nível mais alto de ataque.
Em Tears of the Kingdom, a sequência de Breath of the Wild, Link começa o jogo empunhando a Espada Mestre, apenas para ela ser estilhaçada pelo poder de Ganondorf. Depois de acordar na Great Sky Island ("Grande Ilha Celeste") com a espada quebrada, ele a envia de volta no tempo para Zelda, que viajou no tempo de volta para a época da fundação de Hyrule. Para derrotar Ganondorf, Zelda escolhe consumir uma Secret Stone ("Pedra Secreta") para se transformar em um dragão imortal, permitindo que a Master Sword recupere sua energia sagrada ao longo de milênios. No presente, Link encontra Zelda em sua forma dragonificada e puxa a Espada Mestre enfincada na cabeça da princesa de Hyrule. Assim como outras armas no jogo, a Master Sword pode ser fundida a vários materiais para torná-la ainda mais poderosa em combate.

### Outras mídias
A Master Sword marcou presença em diversos outros videogames. Link aparece como um personagem jogável no primeiro Super Smash Bros, de 1999, empunhando a espada divina. Em Super Smash Bros. Ultimate, Link também aparece como um personagem jogável em oito trajes diferentes, os quais incluem a Espada Mestre e o Hylian Shield. A Master Sword também está presente em jogos de Animal Crossing e em Soulcalibur II. Em Nintendo Land, os jogadores também podem usar a espada como parte da missão The Legend of Zelda: Battle Quest. Link faz uma aparição especial com a Espada Mestre e o Hylian Shield em Scribblenauts Unlimited. Em Bayonetta 2, Bayonetta é capaz de usar a Master Sword depois de equipar o traje de Link. No jogo de corrida Mario Kart 8, a Master Sword foi inserida com Link na primeira DLC. Ela também aparece no Circuito de Hyrule como uma estátua dentro do castelo. A espada também pode ser obtida juntamente com o Hylian Shield na versão de Nintendo Switch de The Elder Scrolls V: Skyrim. A Espada Mestre também foi incluída em Super Mario Maker 2 com uma atualização de Zelda em 2019. A lâmina transforma Mario em Link e concede uma série de habilidades especiais. Em Hyrule Warriors (2014), jogo hack and slash, a Master Sword está presente como arma de destaque. Link pode utilizá-la em batalha juntamente com o Hylian Shield, e após completar certas tarefas, a espada tem a capacidade de emitir feixes de energia. Em Hyrule Warriors: Age of Calamity (2020), Link pode empunhar a Espada Mestre ao longo do jogo depois de derrotar o antagonista Astor e reivindicar a lâmina de seu pedestal. Uma vez obtida, Link consegue aumentar o nível da espada ao fundi-la a outras armas e adicionar efeitos únicos ao equipá-la com Selos. Quando no nível máximo, a Espada Mestre desbloqueia um feixe de energia adicional quando Link está com todos os corações de vida preenchidos. A Master Sword também tem tido destaque em mídias relacionadas a Zelda, incluindo livros e outros produtos.

### Na cultura popular
A Master Sword aparece na letra de um single inspirado na série The Legend of Zelda entitulado "Power of the Triforce" ("Poder da Triforce"), pela banda britânica de metal DragonForce.

## Mercadorias
A Master Sword foi comercializada em uma ampla variedade de produtos oficiais de Zelda. Ela foi reproduzida como réplica colecionável e de brinquedo. Frequentemente, ela é exibida com destaque em roupas oficiais e usada em produtos temáticos, como doces e guarda-chuvas em formato de espada. Em 2023, uma fabricante de brinquedos japonesa produziu um modelo da espada em forma de um quebra-cabeça de lógica. Uma Espada Mestre Decaída que brilha foi incluída como prêmio em uma loteria no Japão. Vários amiibo exibem Link e Zelda segurando  a Master Sword. Em maio de 2024, um conjunto Lego da Great Deku Tree  ("Árvore Sagrada" em tradução para o português brasileiro) foi revelado, apresentando a Espada Mestre em seu pedestal.

## Recepção

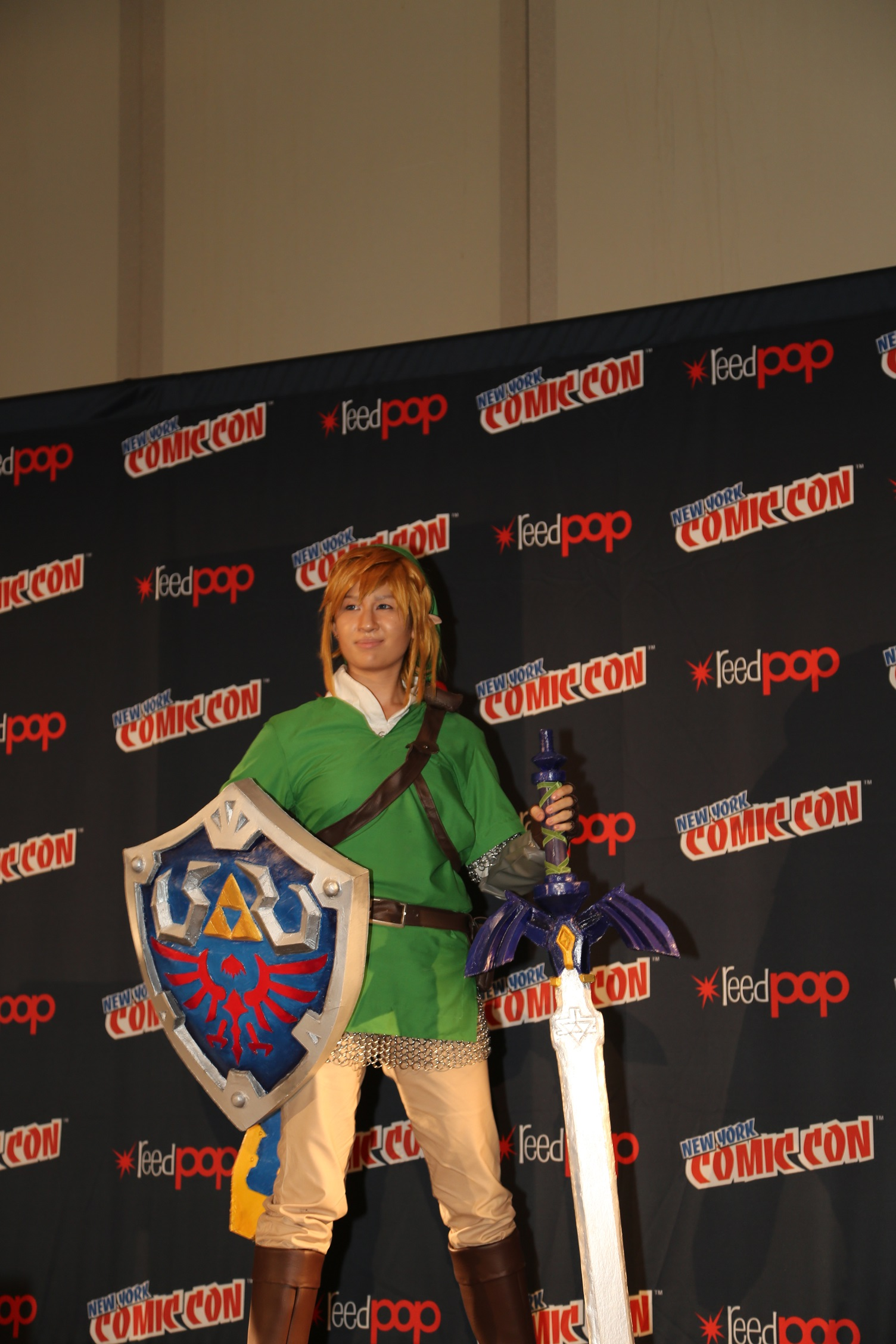
Um cosplayer vestido como Link segurando a Espada Mestre e o Hylian Shield. Esses dois componentes se tornaram parte importante da identidade do personagem.

Desde a introdução na série The Legend of Zelda, a Espada Mestre se tornou um item bastante distinguível dos videogames. Ela foi recriada na forma de réplicas de fãs e também utilizada como uma arma funcional. Críticos observaram que a Master Sword e outros elementos do enredo de Zelda têm sido fortemente influenciados pela mitologia celta. Cian Maher da Eurogamer fez comparações entre a Espada Mestre e uma espada da mitologia irlandesa chamada "Claíomh Solais", também conhecida como "The Sword of Light" (Espada da Luz). Essa arma era similar a espada de Cú Chulainn, conhecida como Cruadín Catuchenn, uma das lendárias armas matadoras de deuses na mitologia irlandesa. O escritor notou que os heróis precisavam completar três tarefas antes de obter a Espada da Luz, além de que essa arma é capaz de destruir inimigos impossíveis de derrotar de outra forma, o que se assemelha à missão de Link e a habilidade da Espada Mestre de aniquilar inimigos praticamente invencíveis, como Ganon. Aaron Greenbaum, escritor de Den of Geek, comentou sobre as origens contraditórias da espada ao logo da série. Ele observou que a história de quem forjou a espada tem sua continuidade retroativa desde A Link to the Past, devido à natureza "confusa" da linha do tempo de The Legend of Zelda e que Skyward Sword corrigiu isso ao introduzir a ideia de que Link forjou a espada, fornecendo uma "explicação superior dentro dos eventos do jogo".
A Nintendo Power descreveu a Espada Mestre como uma das melhores armas dos jogos, citando que ela é mais do que uma espada poderosa, mas também uma parte essencial das aventuras de Link e de seu desenvolvimento como personagem. Escrevendo para a Paste, Khee Hoon Chan comentou sobre o significado da Master Sword na narrativa da trama de Zelda: "Existem poucas cenas no mundo do entretenimento tão icônicas quanto a imagem do Link criança puxando a Espada Mestre de seu pedestal, uma versão virtual e moderna de A Espada e a Pedra. Mais que apenas uma arma, a Master Sword se tornou um símbolo do destino de Link". A Espada Mestre foi classificada como uma das espadas mais legais dos jogos por Ron Whitaker, para a revista The Escapist, que declarou: "A Master Sword não parece ser tão especial. Não é tão grande, não tem chamas saindo dela e não parece muito intimidadora. Mas nas mãos da pessoa certa, ela pode salvar o mundo". Ele também a listou como uma das armas mais icônicas dos videogames.
Em uma análise de Skyward Sword, a GamesRadar descreveu a Espada Mestre como "a estrela secreta de The Legend of Zelda", e elogiou o jogo por colocá-la diretamente nas mãos do jogador através do MotionPlus e torná-la o principal foco do jogo. Jim Norman da Nintendo Life achou que obter a Master Sword em Tears of the Kingdom foi um "momento determinante da série" graças ao espetáculo cinematográfico de puxar a espada da cabeça do Light Dragon ("Dragão de Luz") e a tensão envolvida ao performar esse ato. Ele também comentou que o papel da espada como parte integrante do significado da história, promove uma "reviravolta melancólica especial" ao encontrá-la. Matthew Byrd, ao escrever para o Den of Geek, considerou a Espada Mestre como a "arma mais importante na história dos jogos", graças a forma como ela é obtida em A Link to the Past. Ele opinou que o momento em que o jogador obtém a espada é importante porque proporciona ao jogador um sentimento de cumprimento de seu destino, o que não havia sido alcançado por nenhum equipamento anterior dos jogos. Ele comentou: "Poucas armas na história dos jogos, até aquele ponto, foram tratadas com tanta reverência, e poucas ficaram tão bem ao finalmente adquiri-la". A equipe da IGN considera a Master Sword como a maior ou a mais icônica arma dos videogames de todos os tempos, e o ato de puxá-la em Ocarina of Time o momento mais inesquecível da história dos jogos. Destin Legarie da IGN escreveu: "Essa linda espada é um ícone para jogadores em qualquer lugar, e também um item instantaneamente reconhecível e de importância central na franquia Zelda. Com certeza, existem diversos bons itens e armas na série The Legend of Zelda, mas apenas a Espada Mestre tem durado desde A Link to the Past. Cada história desde o jogo do Super Nintendo tem sido criada ao redor da missão de Link de obter essa lâmina lendária".

### De tradução
- Este artigo foi inicialmente traduzido, total ou parcialmente, do artigo da Wikipédia em inglês cujo título é «Master Sword».Referências

1. 1 2  Fontes, Renan (4 de agosto de 2020). «Breath Of The Wild: 10 Things You Didn't Know About The Master Sword's Past». Game Rant (em inglês). Consultado em 23 de setembro de 2021
2. ↑  Plant, Logan (13 de abril de 2023). «20 Details from the Best The Legend of Zelda: Tears of the Kingdom Trailer Yet». IGN (em inglês). Consultado em 6 de agosto de 2023
3. ↑  Gratton, Kyle (14 de abril de 2021). «Zelda: Who Put The Master Sword In The Stone?». ScreenRant (em inglês). Consultado em 5 de agosto de 2023
4. 1 2  Drake, Audrey (22 de março de 2011). «The Legend of Zelda's Best Weapons». IGN (em inglês). Consultado em 5 de agosto de 2023
5. ↑  Reynolds, Matthew (2 de março de 2018). «Zelda: Breath of the Wild Master Sword - location of the legendary weapon and how to complete The Hero's Sword». Eurogamer (em inglês). Consultado em 21 de setembro de 2021
6. ↑  Dornbush, Jonathon (13 de janeiro de 2017). «The Legend of Zelda: Breath of the Wild Special, Master Editions Announced». IGN (em inglês). Consultado em 5 de agosto de 2023
7. ↑  Fox, Glen (15 de setembro de 2020). «Hyrule Warriors: Definitive Edition - All Weapons And How To Unlock Them». Nintendo Life (em inglês). Consultado em 22 de setembro de 2021
8. ↑  Yin-Poole, Wesley (7 de outubro de 2011). «Skyward Sword characters detailed». Eurogamer.net (em inglês). Consultado em 5 de agosto de 2023
9. 1 2 3 4 5  Gratton, Kyle (29 de agosto de 2021). «The Legend of Zelda: The Master Sword's Magic Powers, Explained». ScreenRant (em inglês). Consultado em 22 de setembro de 2021
10. 1 2 3  Creswell, Jacob (26 de julho de 2021). «Zelda: The Master Sword's Most Important Variations». CBR (em inglês). Consultado em 21 de setembro de 2021
11. ↑  Serrano, Ryan (31 de agosto de 2020). «Nintendo Arsenal: The Legend of Zelda's Master Sword, Explained». CBR (em inglês). Consultado em 23 de setembro de 2021
12. ↑  Nintendo (19 de junho de 2018). The Legend Of Zelda Encyclopedia. [S.l.: s.n.] pp. 82–83
13. ↑  Peterson, Cody (26 de novembro de 2020). «The Best Weapons For Link in Hyrule Warriors: Age of Calamity». ScreenRant (em inglês). Consultado em 22 de setembro de 2021
14. ↑  May 2017, Shabana Arif 07 (7 de maio de 2017). «The Legend of Zelda: Breath of the Wild unbreakable / high durability weapons and shield locations». gamesradar (em inglês). Consultado em 22 de setembro de 2021
15. ↑  Barder, Ollie. «The Trial Of The Sword In 'Zelda: Breath Of The Wild' Is Actually Pretty Great». Forbes (em inglês). Consultado em 23 de setembro de 2021
16. ↑  Hague, Alana (22 de maio de 2023). «How To Get The Master Sword In Zelda: Tears Of The Kingdom». Nintendo Life (em inglês). Consultado em 16 de junho de 2023
17. ↑  Thorpe, Nick (12 de abril de 2023). «The making of The Legend of Zelda: A Link to the Past». gamesradar (em inglês). Consultado em 24 de maio de 2023
18. ↑  Byrd, Matthew (15 de julho de 2021). «Why The Legend of Zelda: Skyward Sword Is an Awkward Origin Story». Den of Geek (em inglês). Consultado em 20 de setembro de 2021
19. ↑  Vazquez, Suriel (14 de julho de 2021). «Skyward Sword HD proves we didn't need a generation of motion controls». Polygon (em inglês). Consultado em 21 de setembro de 2021
20. 1 2  Gratton, Kyle (29 de agosto de 2021). «The Legend of Zelda: The Master Sword's Magic Powers, Explained». ScreenRant (em inglês). Consultado em 21 de setembro de 2021
21. ↑  Scullion, Chris (21 de novembro de 2016). «How A Link to the Past paved the way for the future of Zelda». gamesradar (em inglês). Consultado em 24 de setembro de 2021
22. 1 2  Christopher, Michael (2 de outubro de 2020). «Zelda: Every Appearance of the Master Sword, Ranked». TheGamer (em inglês). Consultado em 23 de setembro de 2021
23. ↑  Vito Oddo, Marco (20 de julho de 2021). «'Skyward Sword' Ending Explained: And So 'The Legend of Zelda' Begins». Collider (em inglês). Consultado em 5 de agosto de 2023
24. ↑  Poskitt, Matt (17 de julho de 2021). «Waiting for Breath of the Wild 2? Then you should pick up Skyward Sword HD». TechRadar (em inglês). Consultado em 11 de agosto de 2023
25. ↑  Tieryas, Peter (16 de julho de 2020). «A Link Between Worlds Is Still A Zelda Like No Other». Kotaku Australia (em inglês). Consultado em 27 de setembro de 2021
26. ↑  Wilson, Tony (22 de novembro de 2013). «The Legend of Zelda: A Link Between Worlds Master Ore locations guide». gamesradar (em inglês). Consultado em 27 de setembro de 2021
27. 1 2  McFerran, Damien (8 de abril de 2020). «Zelda: Breath Of The Wild: How To Get The Master Sword». Nintendo Life (em inglês). Consultado em 21 de setembro de 2021
28. ↑  The Legend of Zelda: Breath of the Wild - Creating a Champion. [S.l.]: Dark Horse Books. 2018. 167 páginas
29. ↑  Lefler, Bryan (30 de junho de 2021). «Trial of the Sword guide - The Legend of Zelda: Breath of the Wild». Shacknews (em inglês). Consultado em 21 de setembro de 2021
30. ↑  «How to get the Master Sword in Zelda Tears of the Kingdom». Eurogamer.net (em inglês). 18 de maio de 2023. Consultado em 24 de maio de 2023
31. ↑  Sinha, Ravi (8 de junho de 2023). «The Legend of Zelda: Tears of the Kingdom – Best Weapons and Their Locations, and Best Fuse Combos». GamingBolt (em inglês). Consultado em 4 de agosto de 2023
32. ↑  Baird, Scott (7 de dezembro de 2018). «10 Smash Bros. Characters Who Are Overpowered (And 10 Who Are Completely Worthless)». ScreenRant (em inglês). Consultado em 24 de setembro de 2021
33. ↑  Smith Jr., Donnie (23 de agosto de 2021). «Super Smash Bros Ultimate: Where Each Of Link's Alt Costumes Come From». ScreenRant (em inglês). Consultado em 21 de setembro de 2021
34. ↑  Corbett, Noelle (12 de agosto de 2020). «Animal Crossing: It's Time for the Nintendo Items to Return». CBR (em inglês). Consultado em 22 de setembro de 2021
35. ↑  Rinyu, John (16 de setembro de 2020). «10 Best Swords in The Legend of Zelda Series, Ranked». Game Rant (em inglês). Consultado em 23 de setembro de 2021
36. ↑  Severino, Anthony. «Nintendo Land Review». GameRevolution. Consultado em 23 de setembro de 2021
37. ↑  Cook, Dave (20 de novembro de 2012). «Scribblenauts Unlimited: see Mario & Link in action here». VG247 (em inglês). Consultado em 23 de setembro de 2021
38. ↑  Nunneley, Stephanie (21 de junho de 2014). «This is what Bayonetta can do when wearing classic Nintendo outfits». VG247 (em inglês). Consultado em 23 de setembro de 2021
39. ↑  LeJacq, Yannick (13 de novembro de 2014). «Link Is Now In Mario Kart, And He Brought A Sword». Kotaku (em inglês). Consultado em 23 de setembro de 2021
40. ↑  Carter, Chris (9 de maio de 2017). «Mario Kart 8 Deluxe shortcuts». Polygon (em inglês). Consultado em 21 de setembro de 2021
41. ↑  Orry, Tom (1 de dezembro de 2017). «Skyrim Switch Zelda Gear Guide - How to get the Zelda Master Sword, Hylian Shield, and Link's Champion's Tunic - How to use amiibo to Unlock Zelda Items». USgamer (em inglês). Consultado em 21 de setembro de 2021
42. ↑  Phillips, Tom (2 de dezembro de 2019). «Super Mario Maker 2's Zelda update lets you wield the Master Sword». Eurogamer (em inglês). Consultado em 23 de setembro de 2021
43. ↑  Fontes, Renan (23 de janeiro de 2021). «Age of Calamity: 10 Pro Tips To Making An Overpowered Master Sword». TheGamer (em inglês). Consultado em 21 de setembro de 2021
44. ↑  Yehl, Joshua (9 de janeiro de 2017). «Unsheathe the Master Sword to Open This Zelda Art Book». IGN. Consultado em 22 de setembro de 2021
45. ↑  Lobley, William. «The Best Zelda Merchandise». Empire. Consultado em 22 de setembro de 2021
46. ↑  Reynolds, Ollie (19 de outubro de 2023). «Random: Dragonforce's Latest Single Is A Perfect Tribute To The Legend of Zelda». Nintendo Life (em inglês). Consultado em 21 de outubro de 2023. Cópia arquivada em 19 de outubro de 2023
47. ↑  Salzer, Lindsey (23 de maio de 2023). «Where to Buy Your Own Zelda Master Sword». IGN (em inglês). Consultado em 22 de outubro de 2023. Cópia arquivada em 7 de junho de 2023
48. ↑  Bonthuys, Darryn (8 de maio de 2023). «Zelda: Tears Of The Kingdom-Themed Apparel Is Available At Amazon». GameSpot (em inglês). Consultado em 22 de outubro de 2023. Cópia arquivada em 18 de maio de 2023
49. ↑  Devore, Jordan (25 de janeiro de 2018). «Get a load of this Master Sword umbrella». Destructoid (em inglês). Consultado em 22 de outubro de 2023. Cópia arquivada em 1 de outubro de 2022
50. ↑  Tolentino, Josh (21 de fevereiro de 2023). «Legend of Zelda Tears of the Kingdom Candy Includes Master Sword». Siliconera (em inglês). Consultado em 22 de outubro de 2023. Cópia arquivada em 31 de março de 2023
51. ↑  Bueno, Daniel (12 de abril de 2023). «The Legend of Zelda Logic Puzzles Are Based on the Triforce and Master Sword». Siliconera (em inglês). Consultado em 22 de outubro de 2023. Cópia arquivada em 2 de setembro de 2023
52. ↑  Liu, Stephanie (15 de abril de 2023). «Legend of Zelda: Tears of the Kingdom Ichiban Kuji Includes Master Sword Light». Siliconera (em inglês). Consultado em 22 de outubro de 2023. Cópia arquivada em 5 de junho de 2023
53. ↑  Macy, Seth G. (11 de maio de 2023). «Here's Every Legend of Zelda Amiibo». IGN (em inglês). Consultado em 22 de outubro de 2023. Cópia arquivada em 23 de outubro de 2023
54. ↑  Watts, Steve (21 de junho de 2023). «New Zelda And Ganondorf Tears Of The Kingdom Amiibo Will Release Later This Year». GameSpot (em inglês). Consultado em 22 de outubro de 2023. Cópia arquivada em 9 de julho de 2023
55. ↑  Shutler, Ali (29 de maio de 2024). «Lego unveils official 'The Legend Of Zelda' set». NME (em inglês). Consultado em 3 de junho de 2024
56. ↑  «LEGO Árvore sagrada (2 em 1)». Lego. 28 de maio de 2024. Consultado em 28 de junho de 2024
57. ↑  Hawkins, Matthew. «A Master Blacksmith Has Created A Fully Functional 'Legend Of Zelda' Master Sword». MTV News (em inglês). Consultado em 20 de setembro de 2021
58. ↑  Hooton, Christopher (4 de março de 2014). «Man stabbed with Legend of Zelda Master Sword in serious condition». The Independent (em inglês). Consultado em 2 de agosto de 2023
59. ↑  Hanson, Tegan (30 de janeiro de 2018). «Anchorage man attacked roommate with 'Legend of Zelda' sword – then a real knife, charges say». Anchorage Daily News (em inglês). Consultado em 8 de agosto de 2023
60. ↑  Maher, Cian (3 de outubro de 2019). «The Legend of Zelda is teeming with Celtic mythology». Eurogamer.net (em inglês). Consultado em 5 de agosto de 2023
61. ↑  Greenbaum, Aaron (25 de maio de 2022). «The Legend of Zelda: Who Forged the Master Sword?». Den of Geek (em inglês). Consultado em 3 de agosto de 2023
62. ↑  Nintendo Power 250th issue!. South San Francisco, California: Future US. 2010
63. ↑  Chan, Khee Hoon (1 de dezembro de 2016). «10 of the Most Iconic Weapons In Videogames». pastemagazine.com (em inglês). Consultado em 20 de setembro de 2021
64. ↑  Whitaker, Ron (1 de setembro de 2015). «8 of the Coolest Swords Ever Seen in a Videogame». The Escapist (em inglês). Consultado em 20 de setembro de 2021
65. ↑  Whitaker, Ron (30 de abril de 2015). «8 of the Most Iconic Videogame Weapons». The Escapist (em inglês). Consultado em 21 de setembro de 2021
66. ↑  «The Legend of Zelda: Skyward Sword – hands-on». gamesradar (em inglês). 6 de agosto de 2010. Consultado em 8 de agosto de 2023
67. ↑  Norman, Jim (10 de julho de 2023). «Soapbox: Getting The Master Sword In Tears Of The Kingdom Is Zelda At Its Best». Nintendo Life (em inglês). Consultado em 2 de agosto de 2023
68. ↑  Byrd, Matthew (13 de abril de 2022). «Why A Link to the Past Is the Definitive Legend of Zelda Game». Den of Geek (em inglês). Consultado em 2 de agosto de 2023
69. ↑  «Master Sword». IGN (em inglês). Consultado em 27 de setembro de 2021
70. 1 2  Legarie, Destin (18 de fevereiro de 2020). «The Most Iconic Video Game Weapons Of All Time». IGN. Consultado em 27 de setembro de 2021
71. ↑  Graeber, Brendan. «Top 100 Unforgettable Video Game Moments Time». IGN. Consultado em 29 de setembro de 2021